# Антоневич, Николай Иванович
Никола́й Ива́нович Антоне́вич (1840—1919) — галицко-русский историк, публицист, политический деятель, депутат Галицкого сейма и австрийского парламента.
Родился в селе Незвиски возле Городенки (Австрийская империя, ныне Ивано-Франковская область, Украина). Получил степень доктора истории. Написал много работ, из которых только часть была опубликована: «Wardgen und Russen» (1882), «Галицко-русская политика. Записки посла» (1891, тираж конфискован австрийской цензурой), «Богдан Хмельницкий и его преемники» (1909), «История Белой Руси» (1909), «Письма к землякам» (1910), «Наше нынешнее положение» (1910).
Выступал за использование русского (общерусского) языка в литературе, против создания отдельного украинского литературного языка: «Не припускаю, даби чоловек просвещенный мôг бути так наивным и в то верити, чтоби сама сельська стріха була в состояніи доставити стôлько слов и фраз, чтоби наречие переменити в образований книжный языкъ».
В 1914 году после объявления Австро-Венгрией войны России был арестован за участие в русском движении и заключён в концентрационный лагерь Талергоф.
Похоронен в Перемышле на кладбище на улице Словацкого.